# Charles Wheatstone
Charles Wheatstone (Gloucester, 6 februari 1802 – Parijs, 9 oktober 1875) was een Brits wetenschapper en uitvinder van verschillende wetenschappelijke doorbraken in het victoriaanse tijdperk, waaronder de Engelse concertina, de stereoscoop en het Playfaircijfer. Hij is het best bekend voor zijn bijdragen aan de brug van Wheatstone, een instrument voor het meten van elektrische weerstand, oorspronkelijk uitgevonden door Samuel Hunter Christie.
Ook speelde hij een grote rol in de ontwikkeling van telegrafie, in 1837 nam hij samen met William Fothergill Cooke het eerste Britse octrooi op de elektrische naaldtelegraaf. Verder was hij betrokken bij het vooronderzoek naar telegrafie via onderzeese kabels.

## Levensloop
Charles werd geboren nabij Gloucester als tweede zoon van William Wheatstone, schoenmaker en muziekverkoper, en Beata Bubb. In 1806 verhuisde het gezin naar Londen waar zijn vader leraar fluitspeler werd. Voor de verhuizing ging hij reeds naar een dorpsschool in Gloucester en daarna naar verschillende scholen in Londen, maar hij volgde geen specifiek wetenschappelijk onderwijs.
Als jongen was hij verlegen en gevoelig en trok hij zich vaak terug in een kelder waar alleen zijn gedachten hem gezelschap hielden. Toen hij ongeveer veertien jaar oud was werd hij leerjongen bij zijn oom en naamgenoot, die maker en verkoper van muziekinstrumenten was in Londen. Wheatstone had meer interesse voor het lezen van boeken dan voor handarbeid of de handel. Desondanks maakte hij in 1818 – hij was pas zestien jaar oud – een nieuw type muziekinstrument, de flute harmonique, een soort fluit met kleppen.
Het grootste deel van zijn zakgeld gaf hij uit aan boeken. Op een dag vond hij een boek over de ontdekkingen van de Italiaanse natuurkundige Alessandro Volta. Pas nadat hij genoeg gespaard had kon hij het boek kopen. Hij begon het boek te lezen en met de hulp van zijn oudere broer William begon hij de beschreven experimenten te herhalen. In de bijkeuken van zijn vaders huis bouwden ze eigenhandig een batterij. De constructie ervan bracht de jongens in geldnood. Om de benodigde koperen platen te kopen hadden ze slechts een handvol koperen munten over. Charles kwam op het idee om de munten dan zelf maar te gebruiken en binnen korte tijd hadden ze de batterij gereed.
Na het overlijden van hun oom Charles namen hij en zijn broer in 1823 zijn zaken over, maar zoals gewoonlijk was Wheatstone meer geïnteresseerd in de ontwikkeling van nieuwe instrumenten dan in de commerciële kant van het bedrijf. Zo ontwikkelde hij in 1828 de concertina - een soort trekharmonica, en de enchanted lyre.
Door zijn vele werk op het gebied van muziek en akoestiek werd hij in 1834 benoemd tot professor experimentele natuurkunde aan het King's College London. Daar zette hij zijn arbeid voort en richtte hij zich naast geluid ook zijn aandacht op licht en elektriciteit.
Een van zijn eerste experimenten was het meten van de snelheid van elektriciteit door een draad. Met behulp van een roterende spiegel kon hij afleiden dat de snelheid 288.000 mijl/sec was (nu weten we dat deze snelheid 300.000 km/s of 186.000 mijl/sec is). Deze door Wheatstone bedachte methode werd later door Léon Foucault en Hippolyte Fizeau gebruikt om de snelheid van het licht te bepalen.
Op 12 februari 1847 trad Wheatstone in het huwelijk met Emma West (1813-1865), de dochter van een handelaar uit Taunton. Na haar overlijden in 1865 stond hij er alleen voor bij de opvoeding van zijn vijf kinderen. Hij ontwikkelde een levenslange vriendschap met de wetenschapper Michael Faraday, die vanwege Wheatstones extreme verlegenheid publieke lezingen en presentaties voor hem hield terwijl hijzelf op de achtergrond bleef en de ondersteunende demonstraties uitvoerde.
Tijdens een bezoek aan Parijs in de herfst van 1875 vatte hij kou, die tot een longontsteking leidde en waaraan hij op 73-jarige leeftijd overleed. Hij werd begraven op de Londense begraafplaats van Kensal Green.

## Werk

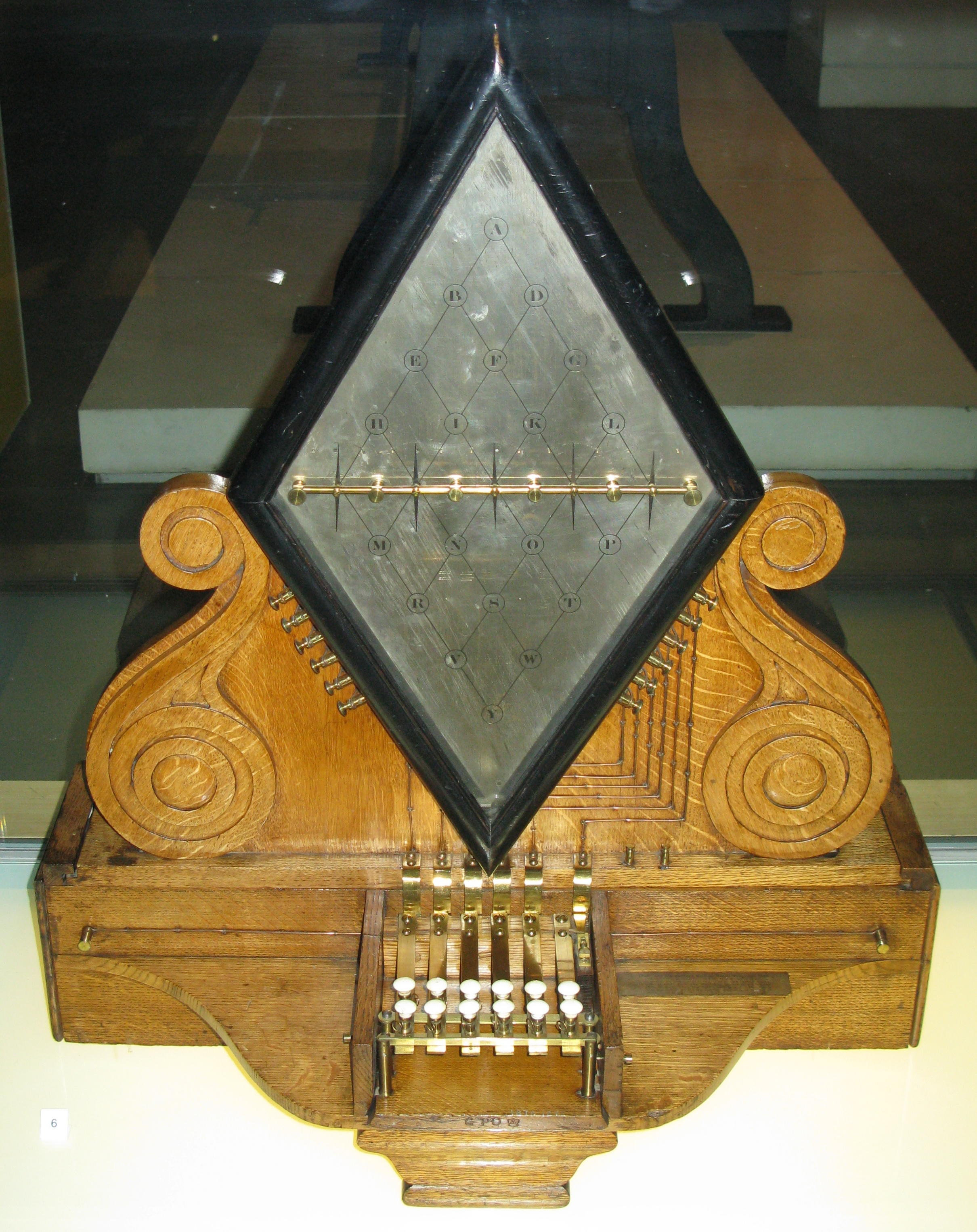
Elektrische telegraaf van Wheatstone en Cooke (1837)

### Telegrafie
Zijn experimenten met elektriciteit, gecombineerd met zijn eerdere interesse in akoestiek, leidde bij Wheatstone tot het idee berichten te versturen met behulp van een elektrische stroom. In maart 1837 werd hij benaderd door William Fothergill Cooke, een wetenschapper die bezig was met de commerciële ontwikkeling van telegrafie en hem om advies vroeg.
De twee besloten een samenwerkingsverband aan te gaan en twee maanden later kregen ze octrooi op de eerste praktische telegraaf in Groot-Brittannië. Na een demonstratie de maand daarop werd in 1838 voor de Great Western Railway de eerste commerciële elektrische telegrafielijn geïnstalleerd tussen de Londense treinstations Paddington en West Drayton.
De samenwerking tussen Wheatstone en Cooke was evenwel geen gemakkelijke. De kwestie wie het belangrijkste gedeelte had bijgedragen aan de elektrische telegraaf begon hun relatie negatief te beïnvloeden. Een arbitragecommissie, voorgezeten door sir Marc Isambard Brunel en professor John Daniell, besliste in 1841 dat beide heren evenveel en gezamenlijk voor de uitvinding verantwoordelijk waren.
Wheatstone vond een automatische zender uit die de morsesignalen van een bericht aflas van een papierstrook, die hij door het zendcontact voorttrok met een snelheid van 100 woorden per minuut. De papierstrook had links gaten voor de strepen en rechts voor de punten.

### Akoestiek
Een van Wheatstones bijdragen aan de akoestiek was uitvinding van de kaleidophone, een apparaat dat een beeld van een geluidstrilling vormt. Hij deed ook belangrijke ontdekkingen over plaattrillingen en trillingen in luchtkolommen.

### Stereoscopie

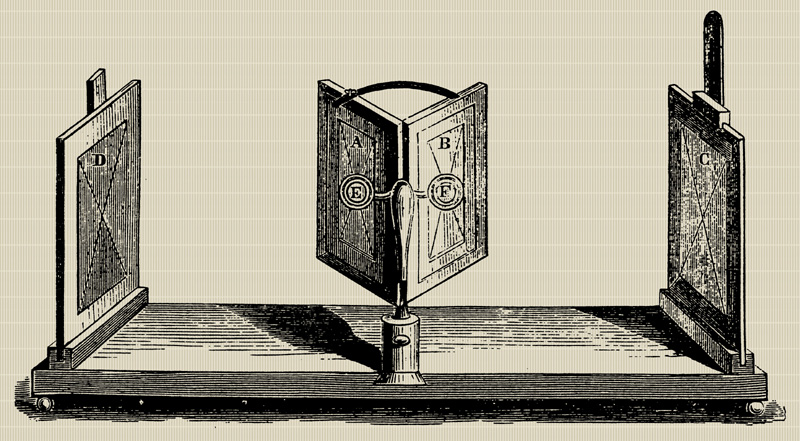
Spiegelstereoscoop van Wheatstone

Begin jaren 1830 deed Wheatstone onderzoek naar hoe mensen ruimtelijke diepte waarnemen. Zelf had hij hiervoor zijn ogen getraind om zonder kijkhulpmiddelen stereogrammen in drie dimensies te zien. Hij toonde aan dat het zien van diepte wordt verkregen door de combinatie in de hersenen van twee afzonderlijke beelden van een object waargenomen door onze beide ogen vanuit verschillende gezichtspunten. 
Hij presenteerde zijn bevindingen voor het eerst op 21 juni 1838 aan de Royal Society te Londen. In zijn presentatie gebruikte hij een paar spiegels in een hoek van 45 graden ten opzichte van de ogen van de gebruiker, die elk een afbeelding aan de zijkant weerspiegelden. Zijn stereoscoop werd geïntroduceerd nog voordat de eerste praktische fotografische processen beschikbaar kwamen, dus werden aanvankelijk tekeningen gemaakt. Het voordeel van de spiegelstereoscoop is dat de twee afbeeldingen desgewenst erg groot kunnen worden.

## Erkenning
In 1836 werd hij Fellow of the Royal Society, die hem tweemaal (in 1840 en 1843) de Royal Medal en in 1868 de Copley Medal toekende. Naast onderscheidingen in verscheidene landen, waaronder Ridder in het Franse Legioen van Eer in 1855, werd hij voor zijn verdiensten in de telegrafie op 30 januari 1868 door koningin Victoria in de adelstand verheven en mag hij sindsdien als sir benoemd worden.
- Bibsys: 90234565
- Bibliothèque nationale de France: cb123920934 (data)
- CiNii: DA01818904
- Gemeinsame Normdatei: 11733362X
- International Standard Name Identifier: 0000 0000 8132 8358
- Library of Congress Control Number: n84188392
- MusicBrainz: d524bd26-ac95-4eba-a2d4-6e030dceb597
- Nationale bibliotheek van Australië: 36224398
- Nationale Bibliotheek van Israël: 987007422541905171
- Nederlandse Thesaurus van Auteursnamen: 159420288
- PIC: 268342
- Réseau des bibliothèques de Suisse occidentale: 02-A023716069
- SNAC: w6cv4kt5
- Système universitaire de documentation: 084531061
- Trove: 1232501
- Union List of Artist Names: 500080851
- Virtual International Authority File: 54231425
- WorldCat: E39PBJvd8cwCPJjyPpHGDrqxXd